# Serie B (2006/2007)
Serie B w sezonie 2006/2007 zaczęła się 9 września 2006 a skończyła 10 czerwca 2007. 22 zespoły rozegrały po 42 mecze.
Pierwszy raz w Serie B występowały dwa zespoły: Frosinone Calcio i Juventus F.C. Ostatni zespół zaczął sezon z 9 ujemnymi punktami, a A.C. Arezzo z ujemnymi 6 punktami w ramach rozliczeń po aferze Calciopoli.

## Ostateczna tabela
M = Mecze rozegrane; W = Mecze wygrane; R = Mecze zremisowane; P = Mecze przegrane; B+ = Bramki zdobyte; B- = Bramki stracone; +/- = Stosunek bramek; Pkt = Punkty

## Playoff'y
Pierwszy mecz: 15 czerwca 2007, Stadio Alberto Picco, La Spezia
Drugi mecz: 21 czerwca 2007, Stadio Marcantonio Bentegodi, Werona
- Spezia – Verona 2-1
- Verona – Spezia 0-0

## Strzelcy
| Zawodnik             | Gole | Drużyna       |
| -------------------- | ---- | ------------- |
| Alessandro Del Piero | 20   | Juventus F.C. |
| Claudio Bellucci     | 19   | Bologna FC    |
| Papa Waigo N’Diayè   | 15   | Cesena        |
| David Trezeguet      | 15   | Juventus F.C. |
| Daniele Cacia        | 14   | Piacenza      |
| Emanuele Calaiò      | 14   | SSC Napoli    |
| Antonio Floro Flores | 14   | Arezzo        |
| Jeda                 | 13   | Rimini        |
| Davide Possanzini    | 13   | Brescia       |
| Massimo Marazzina    | 12   | Bologna FC    |